# Avesnes-Chaussoy
Avesnes-Chaussoy is een gemeente in het Franse departement Somme (regio Hauts-de-France) en telt 67 inwoners (2009). De plaats maakt deel uit van het arrondissement Amiens.

## Geografie
De oppervlakte van Avesnes-Chaussoy bedraagt 6,4 km², de bevolkingsdichtheid is dus 10,5 inwoners per km².
De onderstaande kaart toont de ligging van Avesnes-Chaussoy met de belangrijkste infrastructuur en aangrenzende gemeenten.

## Demografie
Onderstaande figuur toont het verloop van het inwonertal (bron: INSEE-tellingen).